# Statuia lui Ebih-Il
Statuia lui Ebih-Il este o statuie din secolul al XXV-lea î.Hr. ce îl reprezintă pe Ebih-Il (𒂗𒋾𒅋, EN-TI-IL, e-bih-il), administratorul orașului antic Mari din estul Siriei. Statuia a fost descoperită în Templul zeiței Iștar din Mari, în timpul excavațiilor conduse de arheologul francez André Parrot. E făcută din gips, cu încrustații de șist, scoici și lapis lazuli. Iselin Claire de la Muzeul Louvre, locul în care este expusă, o descrie ca fiind „o capodoperă în virtutea măiestriei sale, a stării de conservare și a stilului expresiv.”

## Prezentare generală
Statuia, făcută din alabastru neted, înfățișează un bărbat ce stă pe un taburet. Bărbatul este arătat într-o postură de rugăciune, cu mâinile strânse pe pieptul său, transmitându-și devotamentul față de divinitate.
Capul e bărbierit. Barba lui lungă este alcătuită din bucle verticale și are găuri, în trecut fiind încrustată cu un alt material, acum pierdut. Barba accentuează obrajii figurii și buzele fin sculptate, care transmit un zâmbet pe jumătate.  Ochii albaștri ai figurii au fost creați cu o atenție deosebită și atenție la detalii. O combinație de șist, cochilii și lapis lazuli au fost folosite pentru gene, pleoape, cornee și iriși. Încărcăturile de lapis lazuli folosite au fost importate din estul Afganistanului.
Figura are torsul gol și talia subțire. Mâinile sunt strânse de piept, iar mâna stângă este închisă și în interiorul celei drepte. Rochia figurii e un kaunakes ceremonial în stil sumerian. Fusta elaborată pare să fie făcută din piei de animale (probabil, piele de oaie sau de capră), după cum se dovedește prin prezența unei cozi la spate. Picioarele figurii lipsesc, dar piesa de atașament este încă afișată sub rochie.
Inscripția cu semne protocuneiforme de pe spate, care identifică lucrarea, scrie: „Statuia lui Ebih-Il, superintendentul, dedicată lui Ishtar Virile”.
„
𒊨 𒂗𒋾𒅋 𒉡𒌉 𒀭𒈹𒍑 𒊕𒄸𒁺

dul, Ebih-il, nu-banda, dIštar Nita, sarig

„Statuia asta, Ebih-il, supraveghetorul, lui Iștar (?), dedicată”
”—Inscripție pe statuia lui Ebib-Il.

## Excavare
Statuia a fost descoperită în două părți de echipa franceză de excavare sub conducerea lui André Parrot. Capul a fost găsit pe pavajul curții exterioare Templului lui Ishtar. Capul, împreună cu statuia mai mică a regelui Lamgi-Mari, a fost găsit la câțiva metri distanță. Când statuia a fost găsită, brațul și cotul stâng erau rupte, iar baza cotului drept era spulberată. Statuile au fost primele descoperiri majore în săpăturile, începute în iarna lui 1933, pe stiul Mari. Capul statuii lui Ebih-Il a fost descoperită pe 22 ianuarie 1934, iar corpul 23 ianuarie 1934 (corpul).

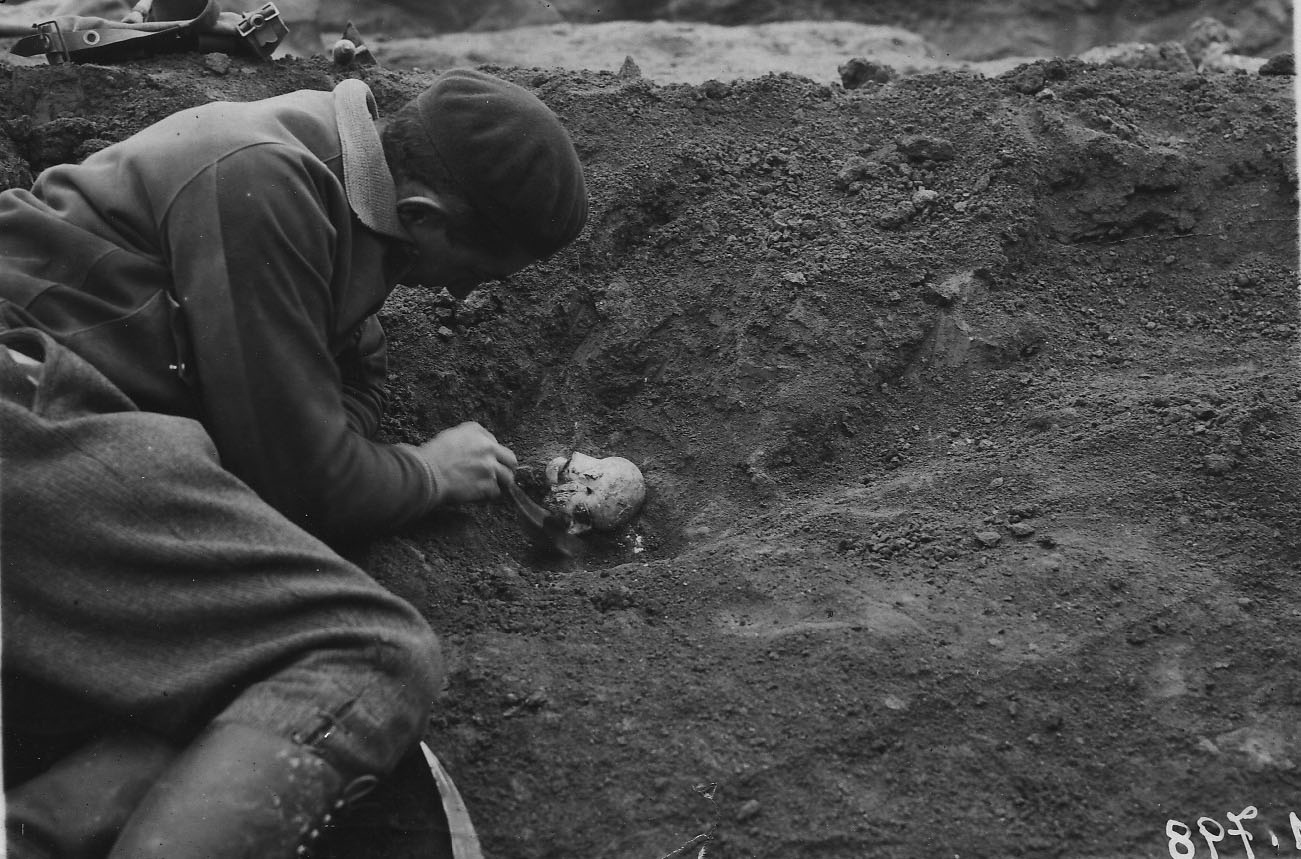
Excavarea capului lui Ebih-Il (22 ianuarie 1934)
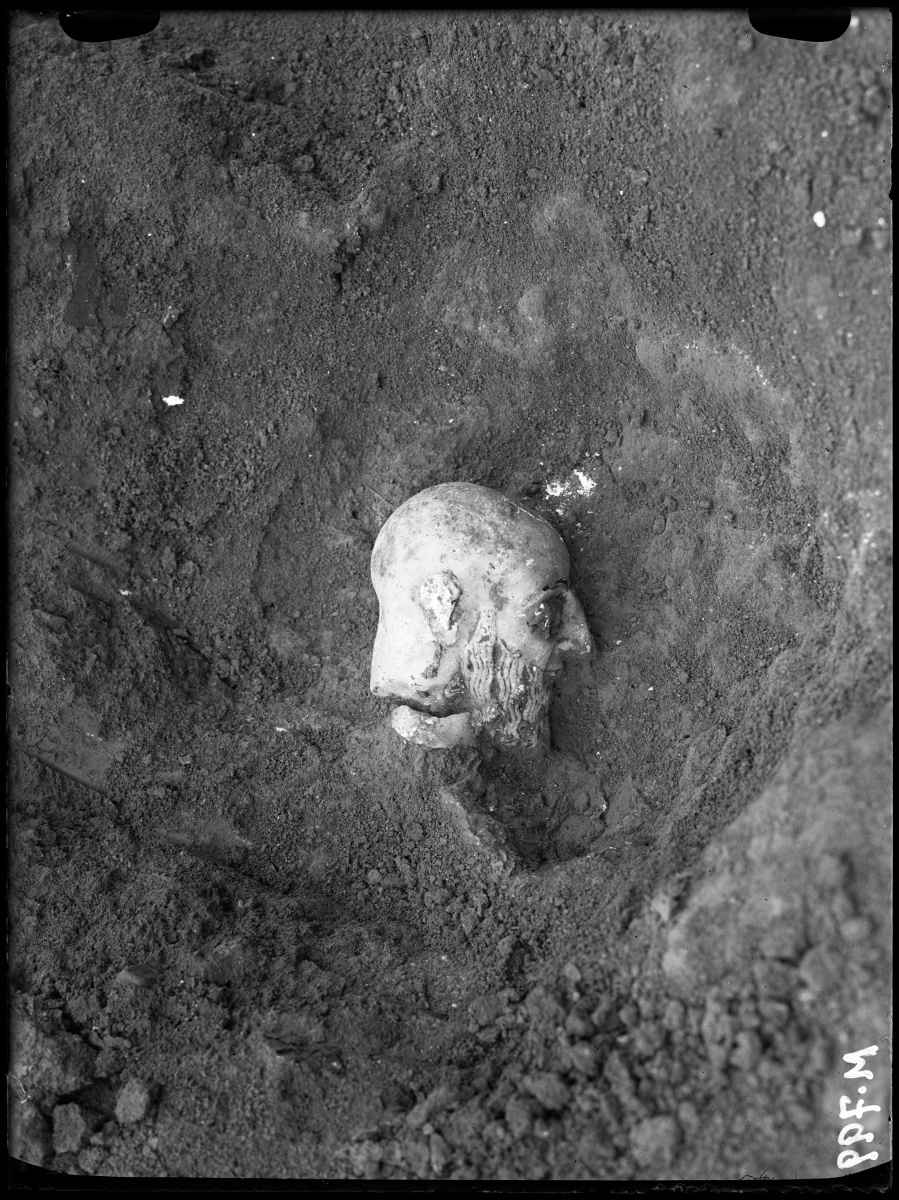
Capul lui Ebih-Il (descoperire, 22 ianuarie 1934)
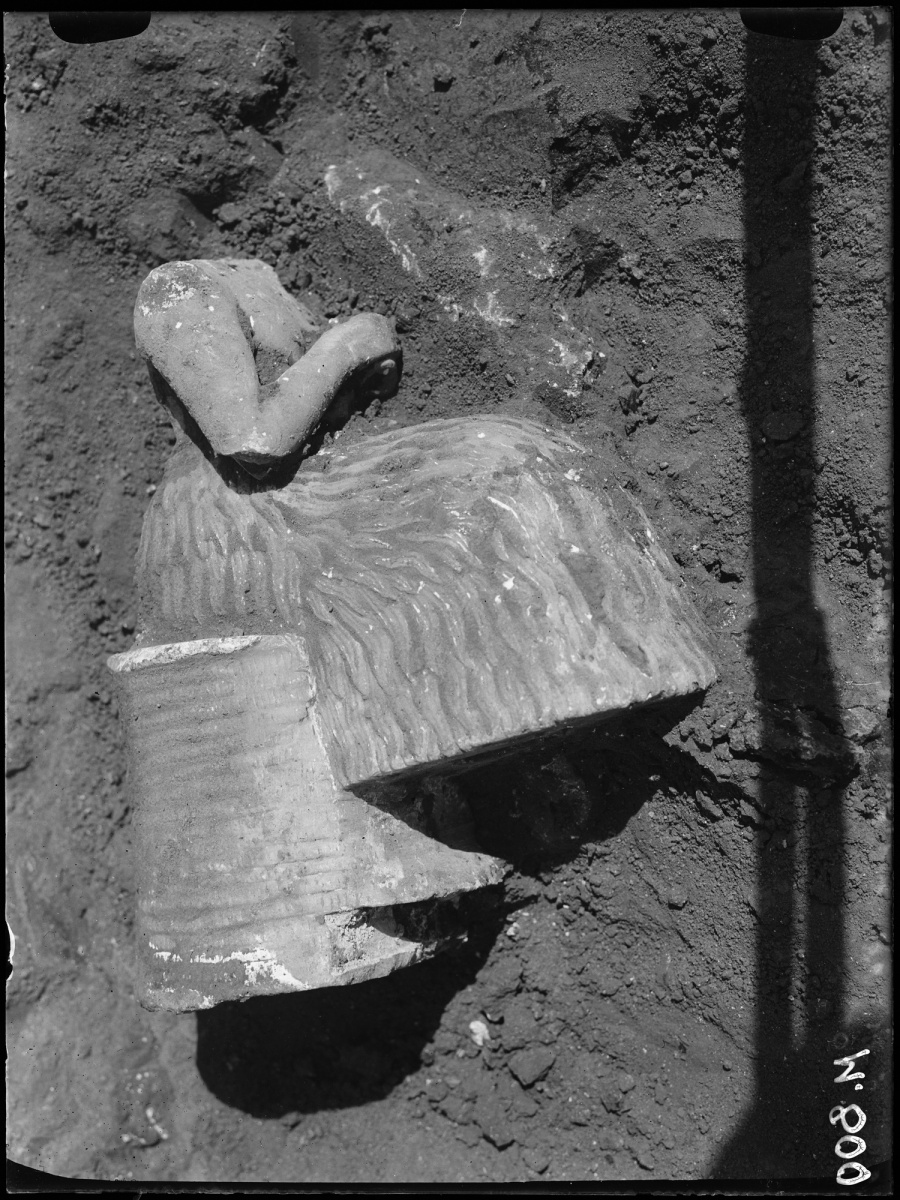
Corpul lui Ebih-Il (descoperire, 23 January 1934)
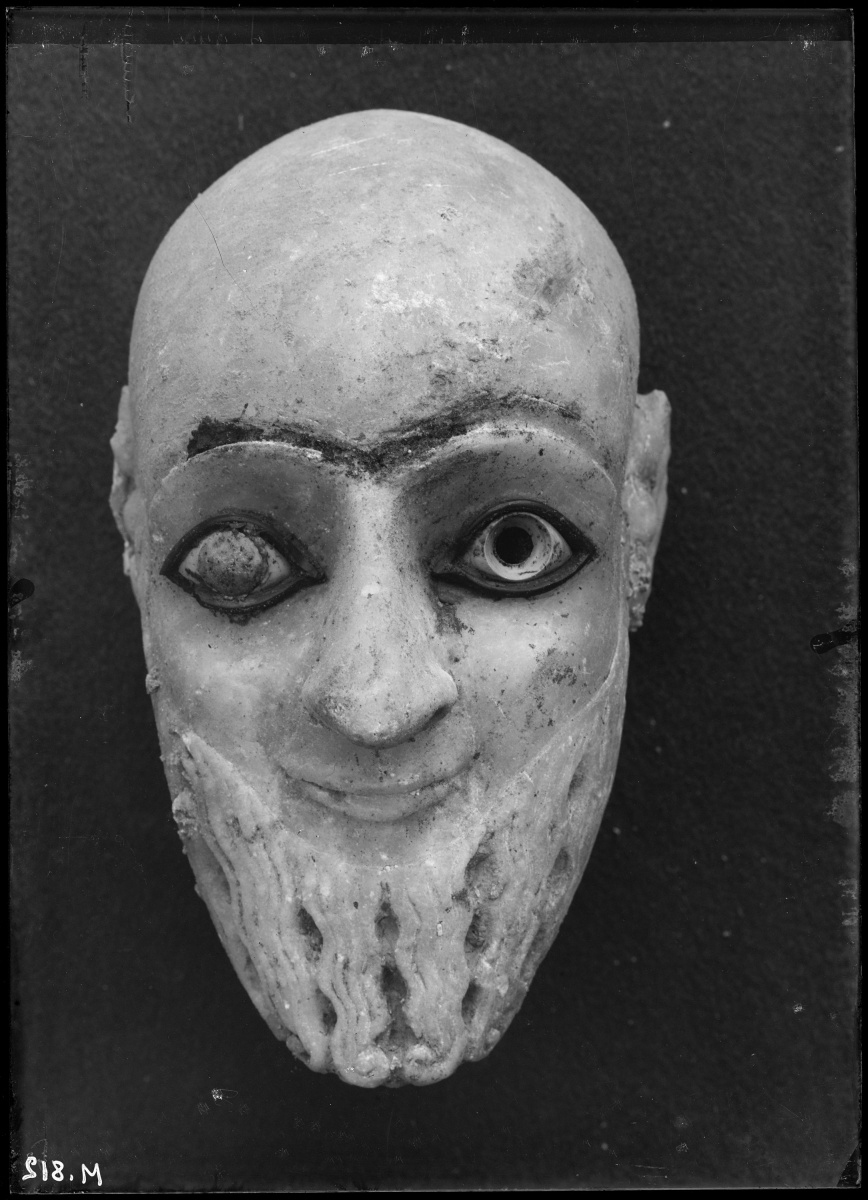
Capul lui Ebih-Il la descoperire
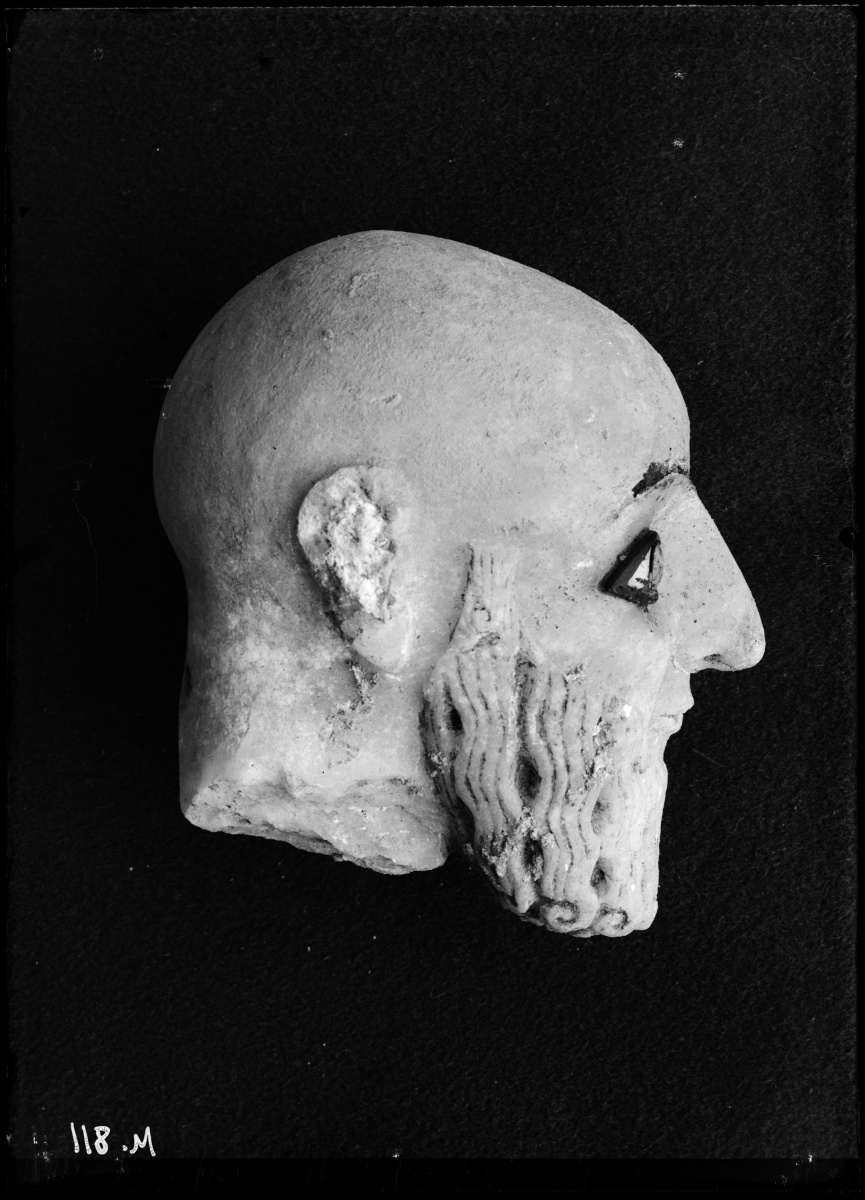
Capul lui Ebih-Il la descoperire (din profil)

## Detalii ale statuii

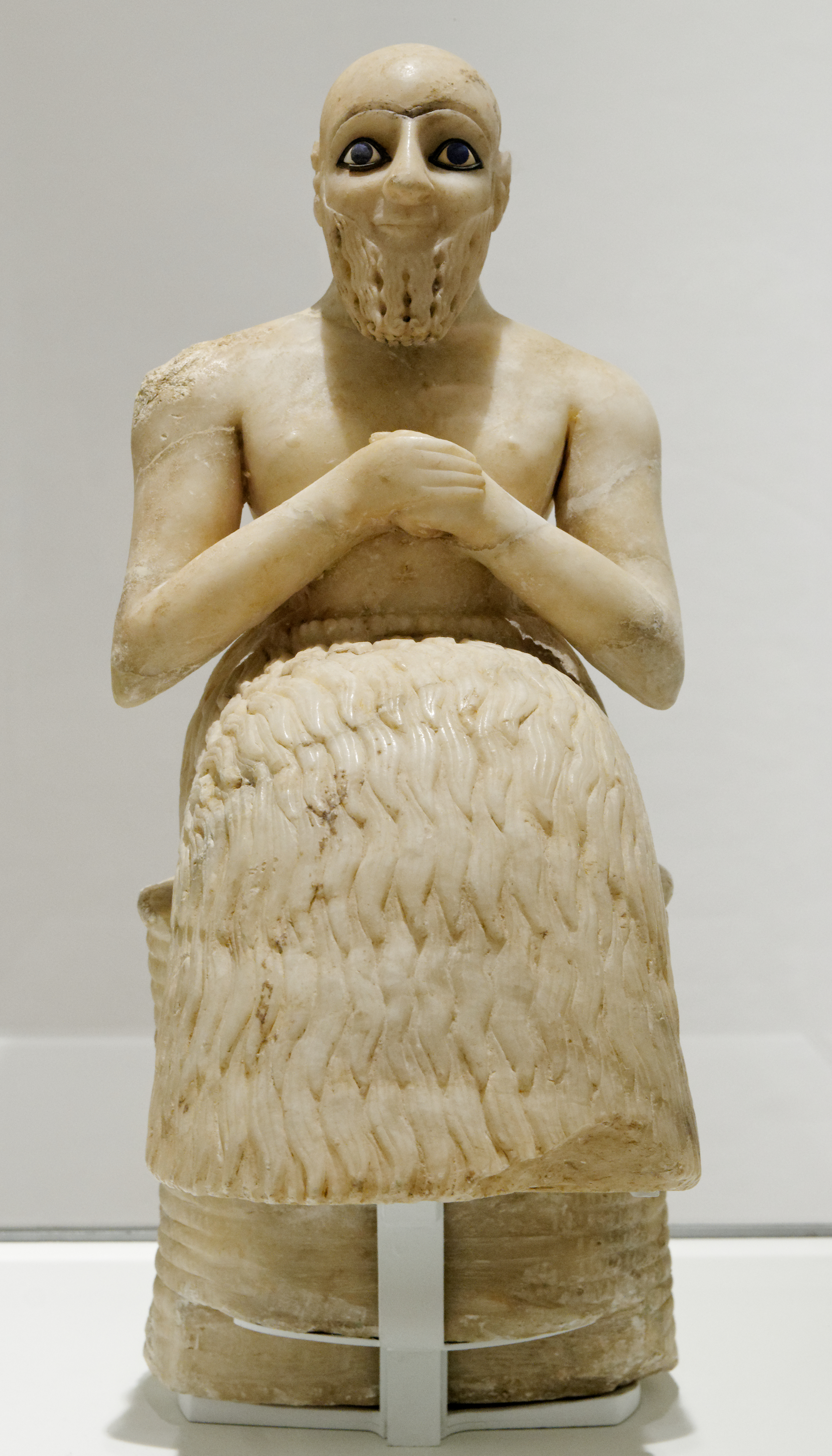
Ebih-Il în Luvru, AO17551
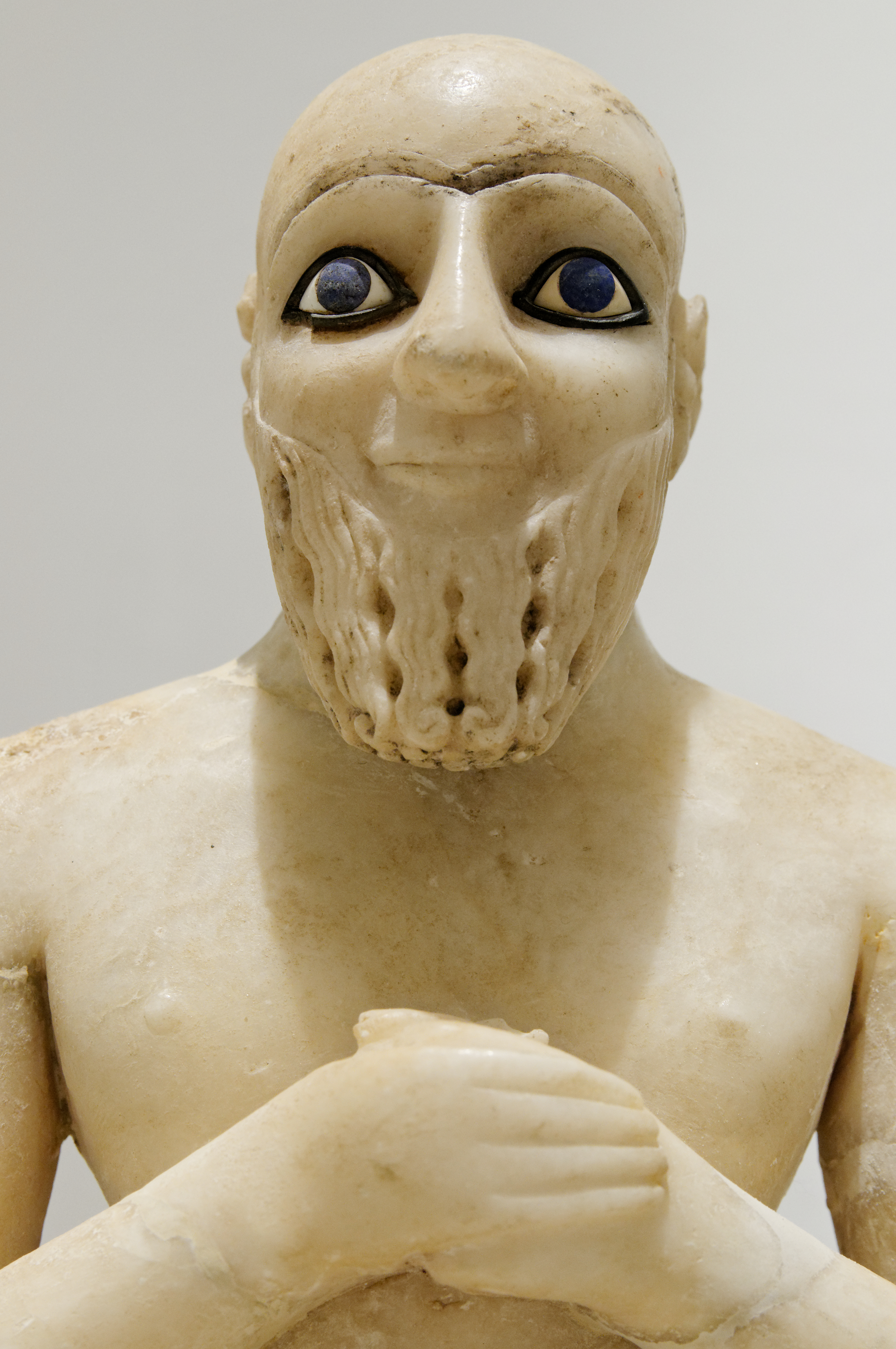
Expresia facială a figurii. Mâinile figurii sunt strânse în rugăciune
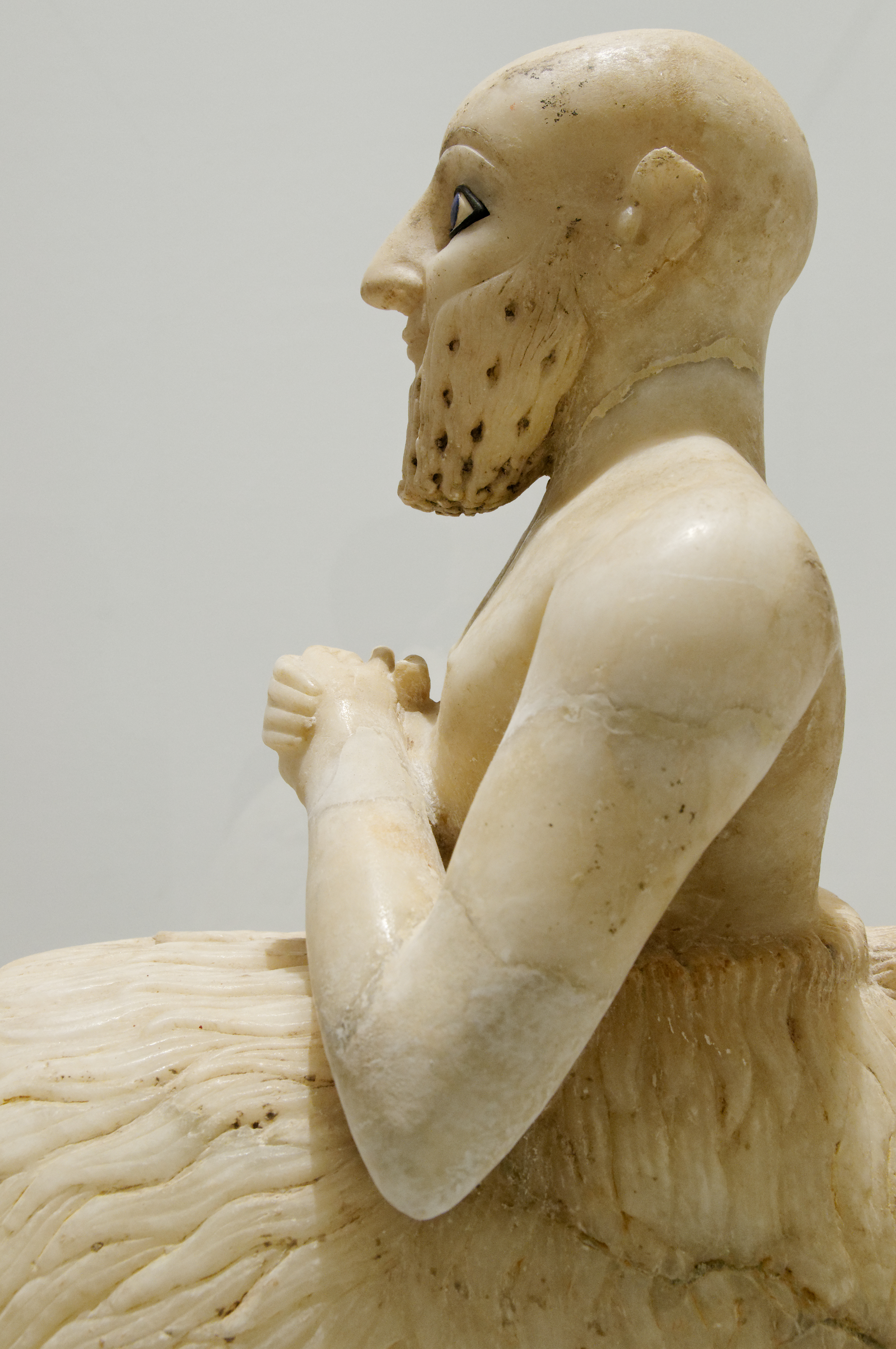
Un profil al statuii care prezintă poziția așezată și fusta kaunakes
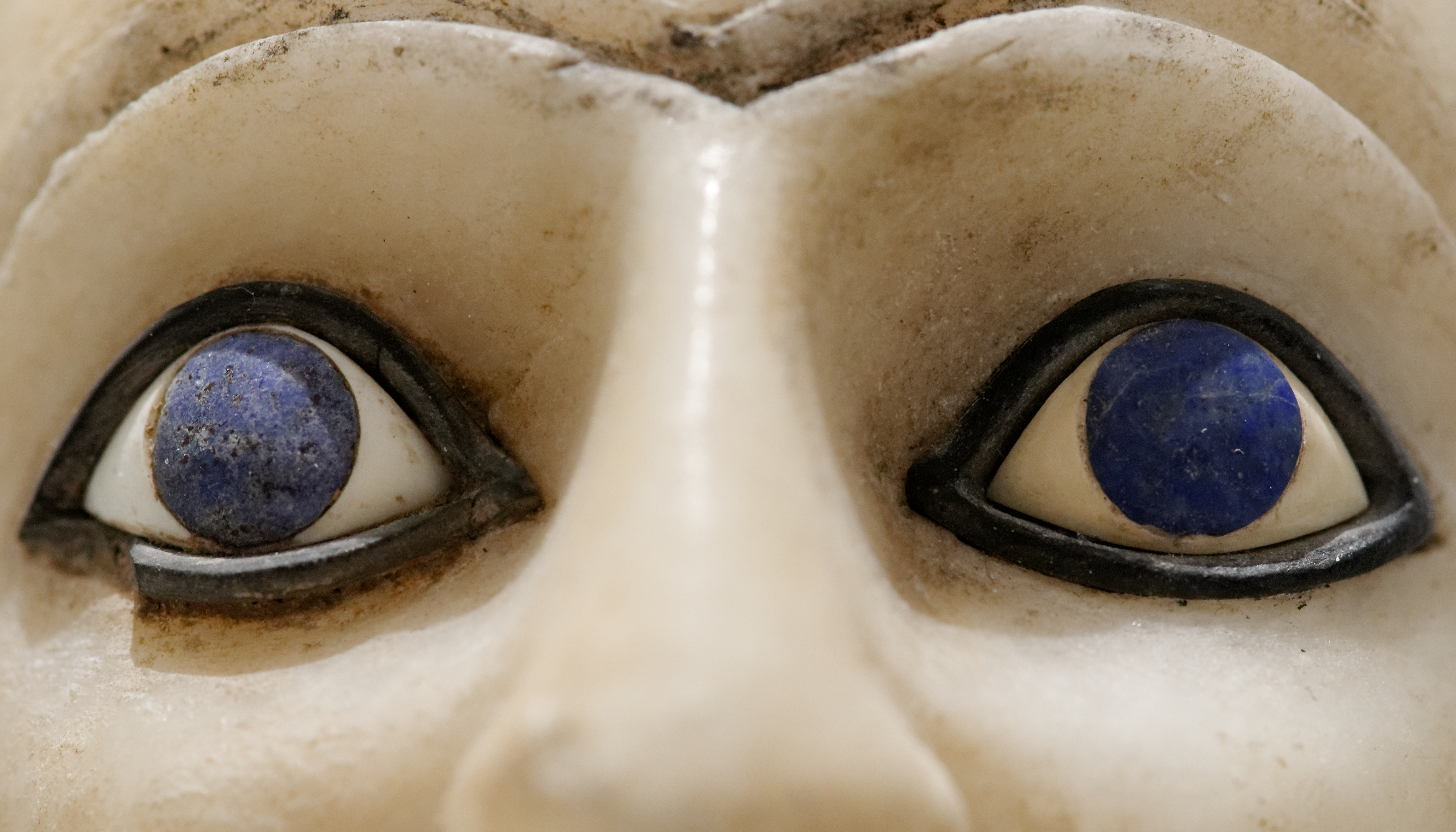
Ochii lucrați fin ai statuii
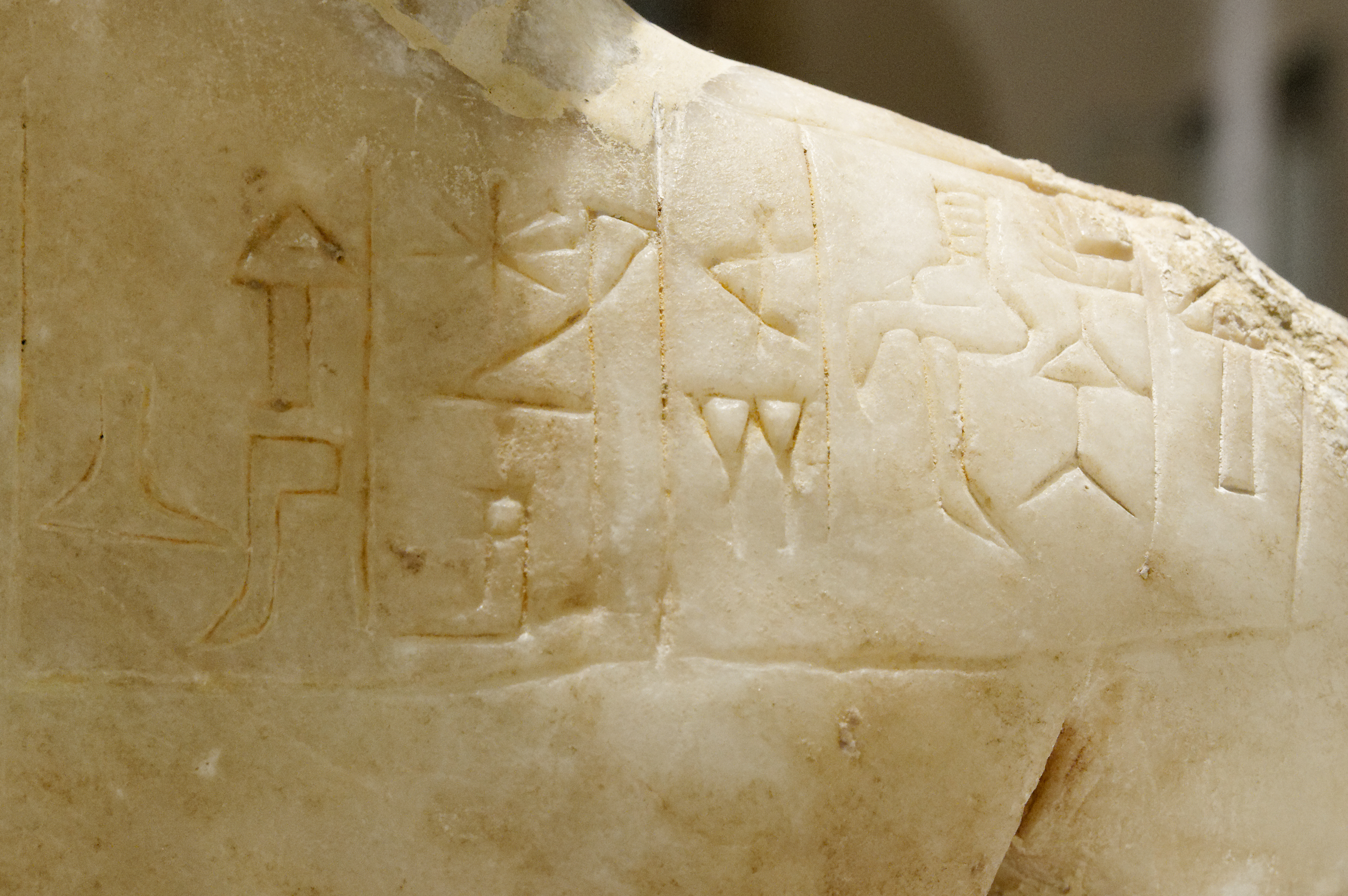
Dedicarea statuii în scrierea protocuneiformă: „Ebih-Il, nu-banda (𒉡𒌉, nu-banda, „supraveghetor ”),[11] și-a oferit statuia lui Iștar Virile"
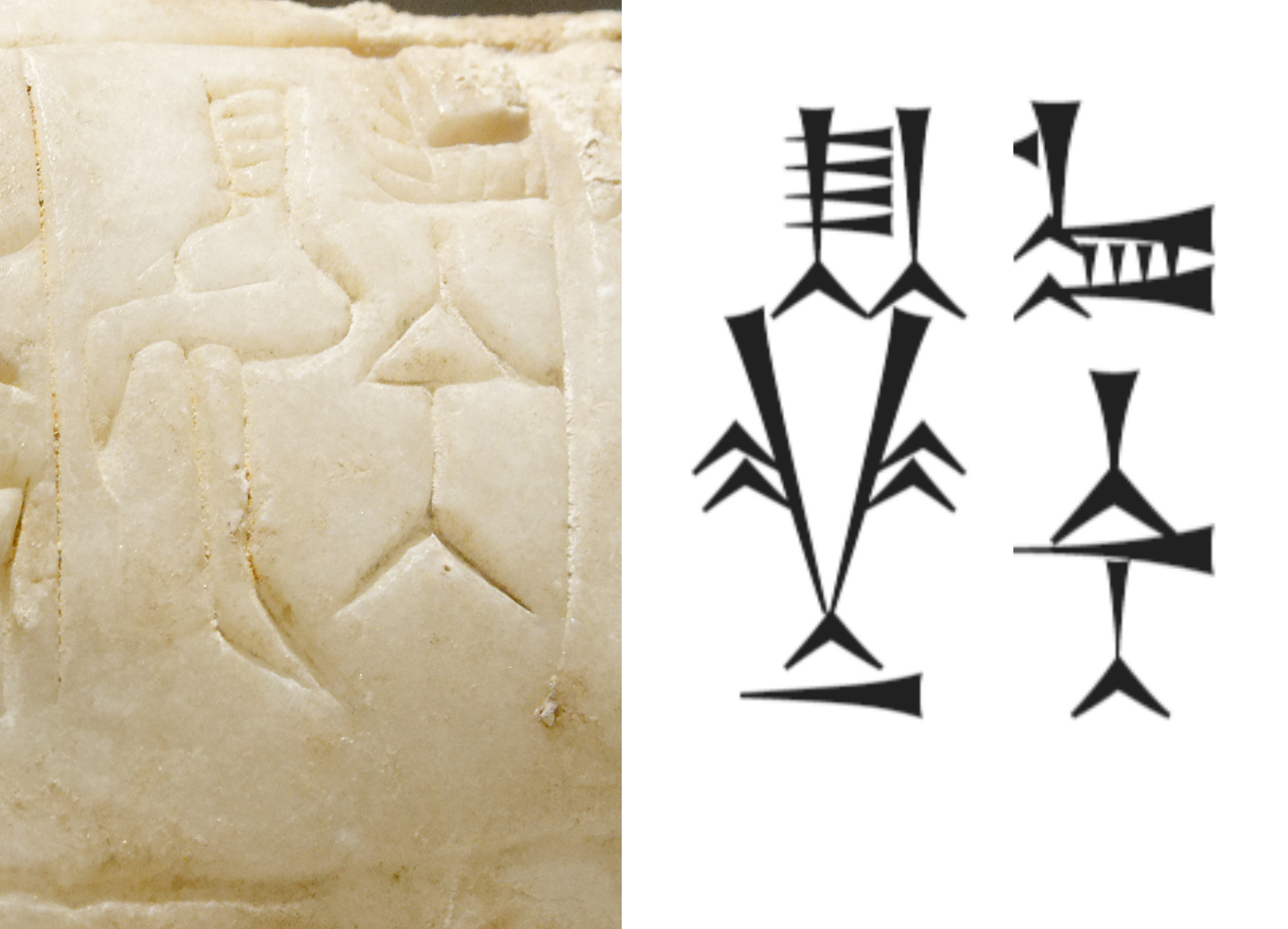
Numele „Ebih-Il” (𒂗𒋾𒅋, EN-TI-IL)[12] pe statuie
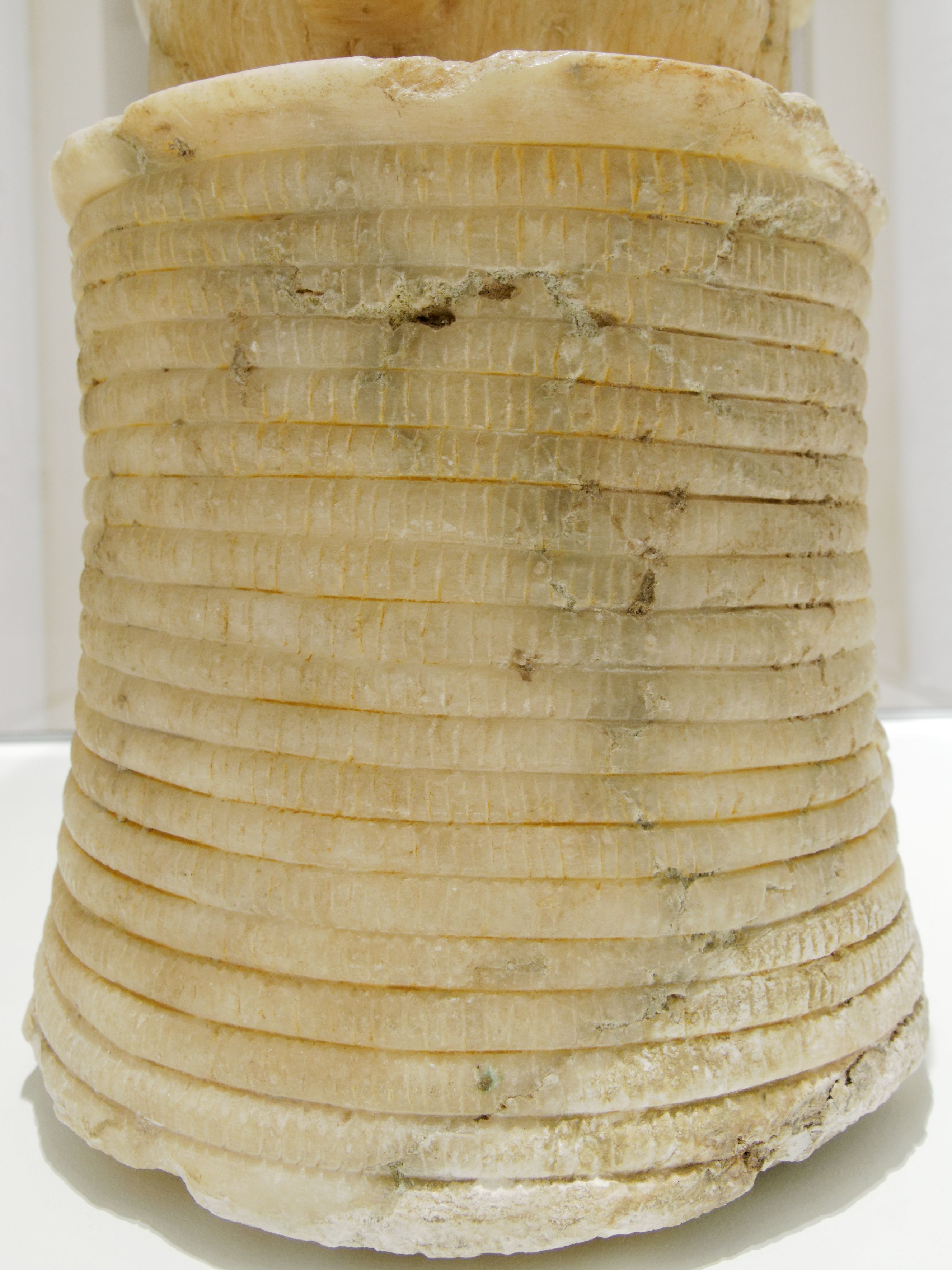
Detalii ale taburetului

## Vezi și
- Arta mesopotamiană
- Statuia lui Iddi-Ilum